# KMUP-1
KMUP-1是一種黄嘌呤衍生物，具有磷酸二酯酶抑制劑活性。